# Die Megabit-Bombe
Die Megabit-Bombe (original: Bomba megabitowa) von Stanisław Lem ist eine Essaysammlung, die sich hauptsächlich mit dem Internet beschäftigt. Die einzelnen Texte erschienen in den Jahren 1996–1998 im polnischen Magazin PC Magazine po polsku. Die deutsche Übersetzung erschien 2003 im Verlag Heinz Heise.
In 32 Essays zeichnet Lem ein überwiegend düsteres Bild der gesellschaftlichen Auswirkungen insbesondere des Internets, weiter der Entwicklungen in Gentechnik, KI-Forschung und virtueller Realität. Lem nimmt in den Essays Bezug auf konkrete, aktuelle Technik, spannt mögliche Entwicklungslinien und Risiken auf und bezieht sich auf Prognosen seiner früheren Werke. Häufig sind die jeweils behandelten Themen der Anlass für eine rein gegenwartsbezogene Kultur- und Gesellschaftskritik.
Der Titel stammt aus der 1964 erschienenen Summa technologiae, in der Lem mit der „Megabit-Bombe“ insbesondere den exponentiell wachsenden Bestand an Daten und Information in den Wissenschaften bezeichnete. Diese Perspektive sei inzwischen als unvollständig zu betrachten, da diese Daten aus heutiger Perspektive als „quasi eingefrorene oder erstarrte Information“ zu betrachten sei, während die vom World Wide Web erzeugte Datenflut „Information in permanenter Bewegung“ sei. Insbesondere die Schwierigkeit des Scheidens von relevantem Wissen und Informationsmüll bewirke, dass trotz prinzipiell leichterer Zugänglichkeit von Information sich die Situation der „Wissensdurstigen“ nicht verbessern könne.

## Inhalt
Lem bespricht in den einzelnen Essays in der Regel jeweils einen bis einige wenige Aspekte der Entwicklungen in der Informationsgesellschaft. Während im wenig später erschienenen Essayband Riskante Konzepte vor allem die bisherige Umsetzung und weitere Entwicklungsfähigkeit verschiedener technologischer Prognosen behandelt werden, nimmt Lem in der Megabit-Bombe häufig direkte Wertungen vor. Auch die Prognostik nimmt häufig den Charakter von „Schwarzmalerei und Zukunftspessimismus“ an, ein Urteil, das Lem selbst im Verlauf der Sammlung abgibt.
Für das Internet bzw. das WWW (was Lem nicht präzise differenziert) befürchtet Lem so eine weitgehende kapitalistische Überformung und Ausrichtung an Profitinteressen, ebenso sagt er jedoch eine starke kulturimperialistische Komponente durch das Englische als Hauptsprache des Internets voraus sowie die Beschränkung der Nutzerschaft auf die Länder des reichen Nordens. Unter der Nutzung des Internets durch Privatpersonen wird in den verschiedenen Essays in erster Linie vergleichsweise primitive Unterhaltung verstanden, insbesondere das Genre der Internetspiele (Lems Beschreibung nach MMORGs) werden praktisch ausschließlich als Eskapismus gedeutet.
In Bezug auf Hacking, Cyber- und Informationskriegführung sind Lems Befürchtungen hingegen eingetreten: In verschiedenen Essays nimmt er Konzepte wie Fake News, DDoS-Angriffe oder Cyberattacken vorweg und benennt Probleme der Attribution solcher Angriffe.
Problemstellungen in Bezug auf Bewusstsein und künstliche Intelligenz betrachtet Lem in mehreren Essays mit ebenfalls pessimistischem Grundton. Probleme sieht er in der grundsätzlichen Verschiedenheit der bisherigen Computertechnologie gegenüber der Entstehung menschlichen Bewusstseins durch Lernen und Prägung. Auch der von Lem als durchaus explosiv geschilderte Zuwachs an Rechnerleistung und Transistorendichte werde daran nichts ändern. Ein zweiter Hemmschuh sei die unklare kapitalistische Verwertbarkeit jeglicher „Intelligenzverstärker“, weshalb wachsende Rechenkapazitäten eher für Unterhaltungszwecke eingesetzt werden dürften. Diese These vertritt Lem teils vehement und beklagt, dass „...weder eine Simulation der Entstehung von Galaxien noch die Nachahmung der Wirbelstürme oder der geplanten Superwaffen“ die Ziele des kommenden Jahrtausend seien.

## Kritik
Jürgen Kiontke attestiert dem Buch, es folge „üblichen Schwarzmalerphantasien“, und weist Fehler und Verkürzungen nach. Während Lems Verdienste um das SF-Genre außer Frage stehen, betreibe er in der Megabit-Bombe populistische Zivilisationskritik.

## Ausgaben
Erstausgabe: Die Megabit-Bombe. Essays zum Hyperspace. Verlag Heinz Heise, 2003. ISBN 3-936931-00-3